# Władysław Daniłowski (kompozytor)

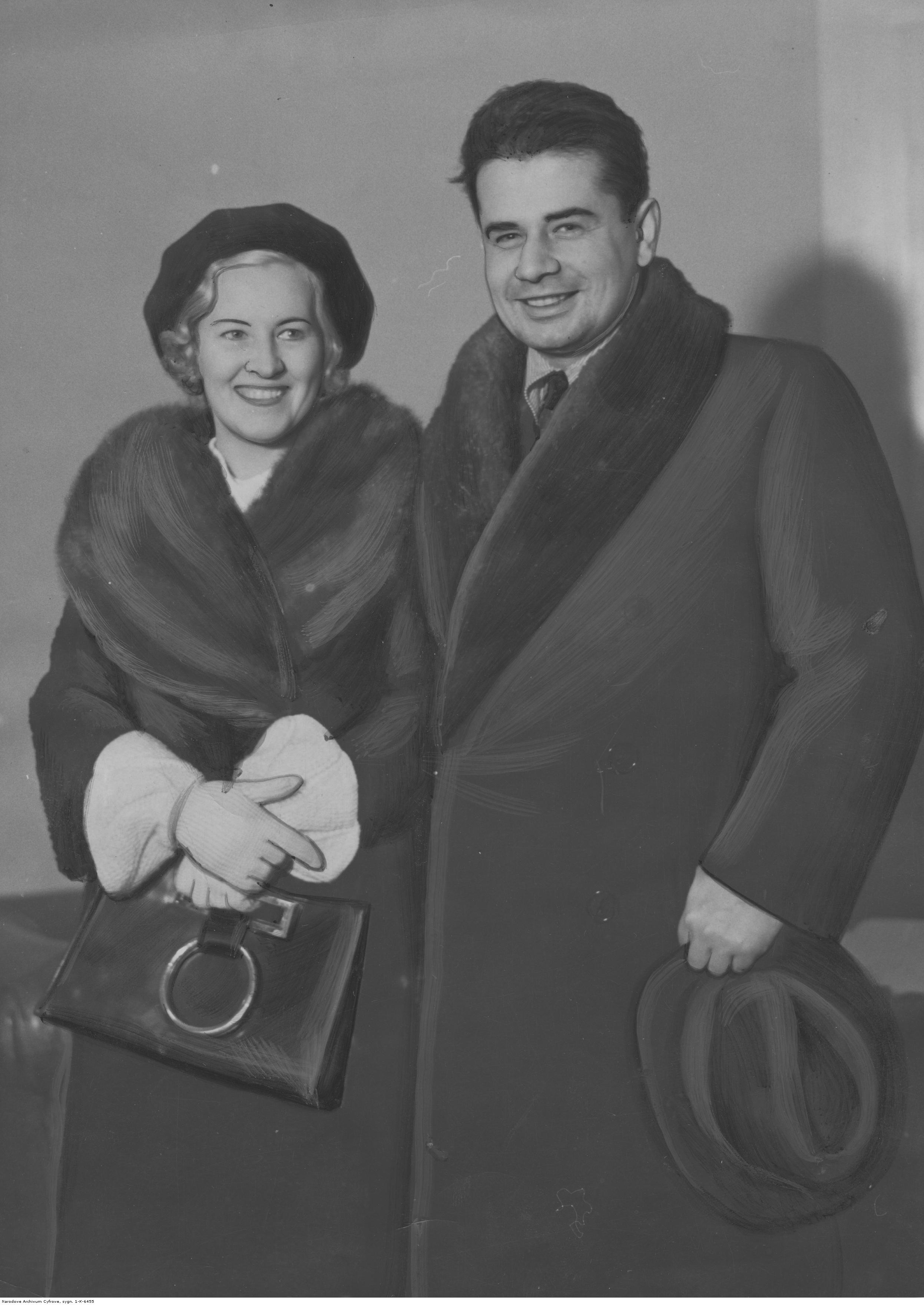
Władysław Daniłowski z żoną Bronisławą Nobisówną

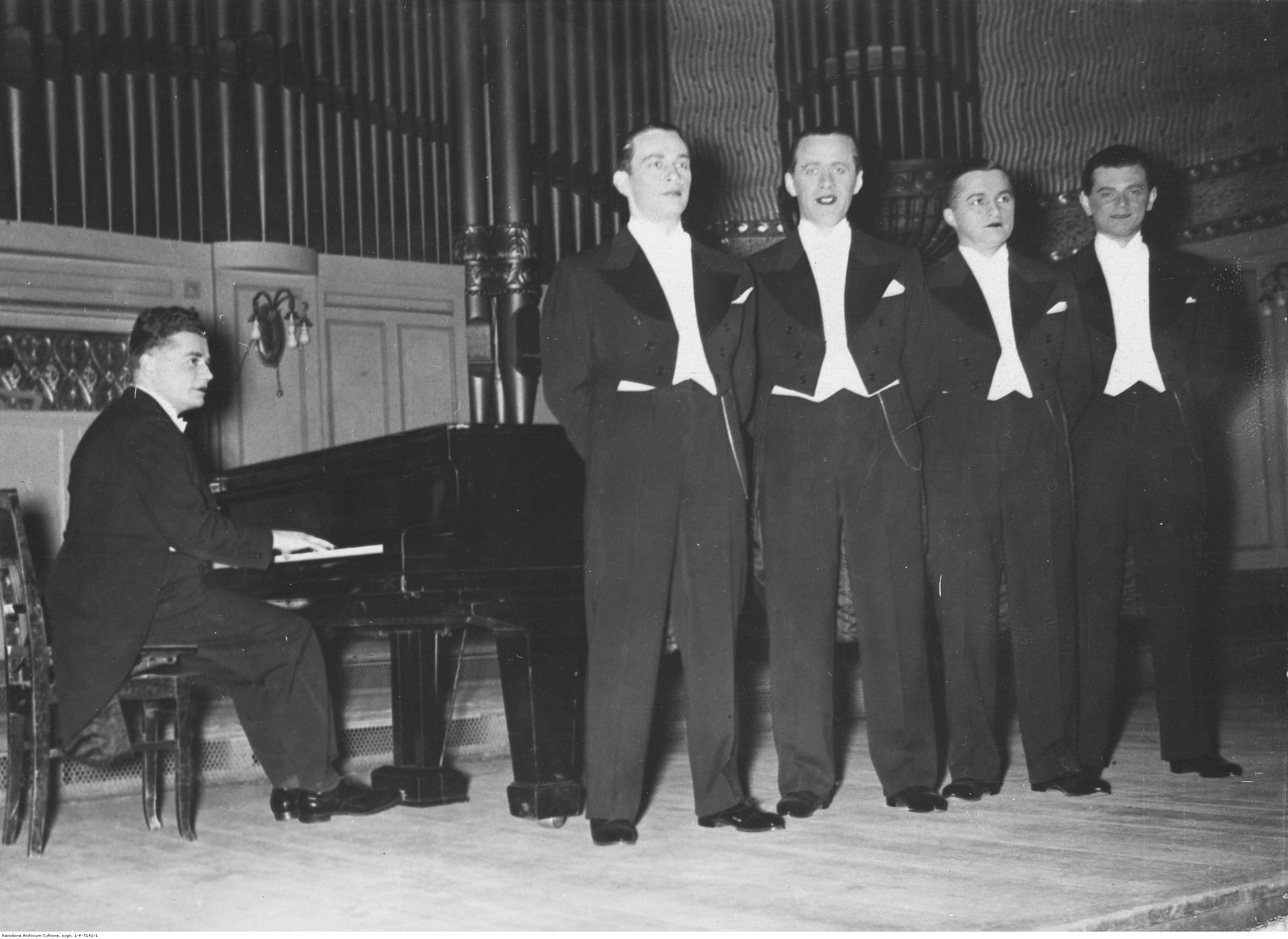
Chór Dana podczas występu w Berlinie – Władysław Daniłowski przy fortepianie (1935)

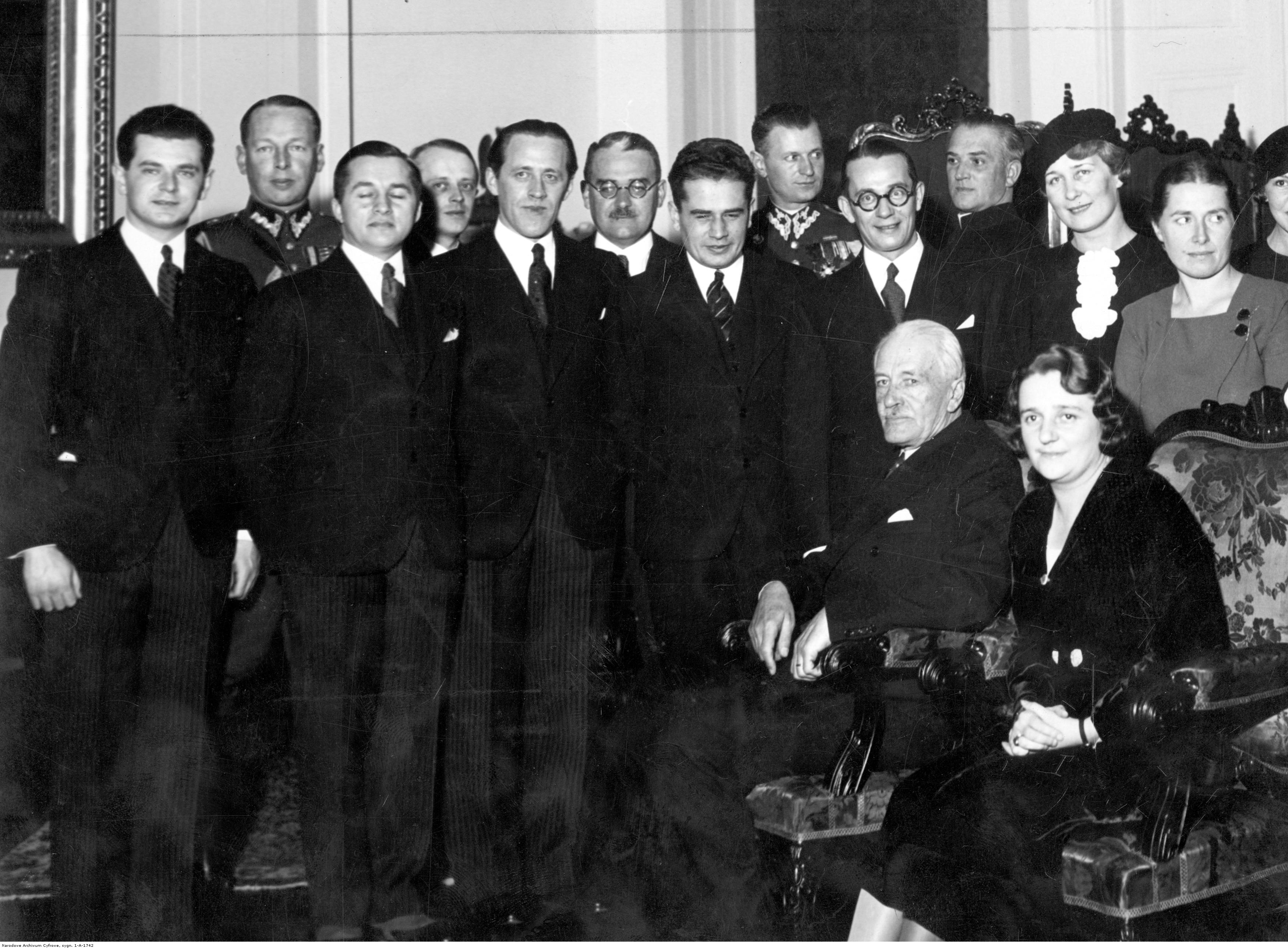
Chór "Dana" na audiencji u prezydenta RP Ignacego Mościckiego

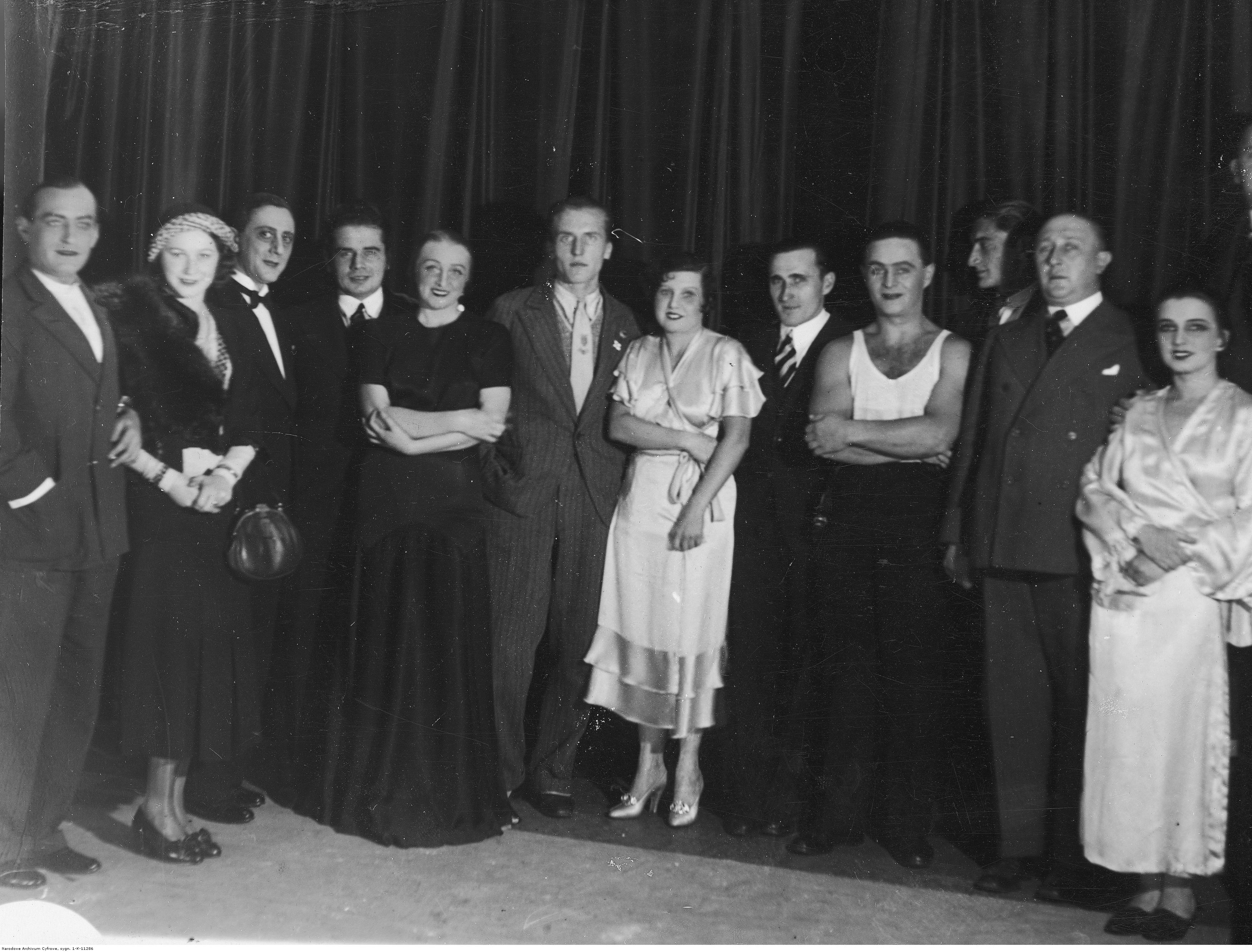
Wizyta biegaczy Volmariego Iso-Hollo i Janusza Kusocińskiego w Teatrze Banda w Warszawie

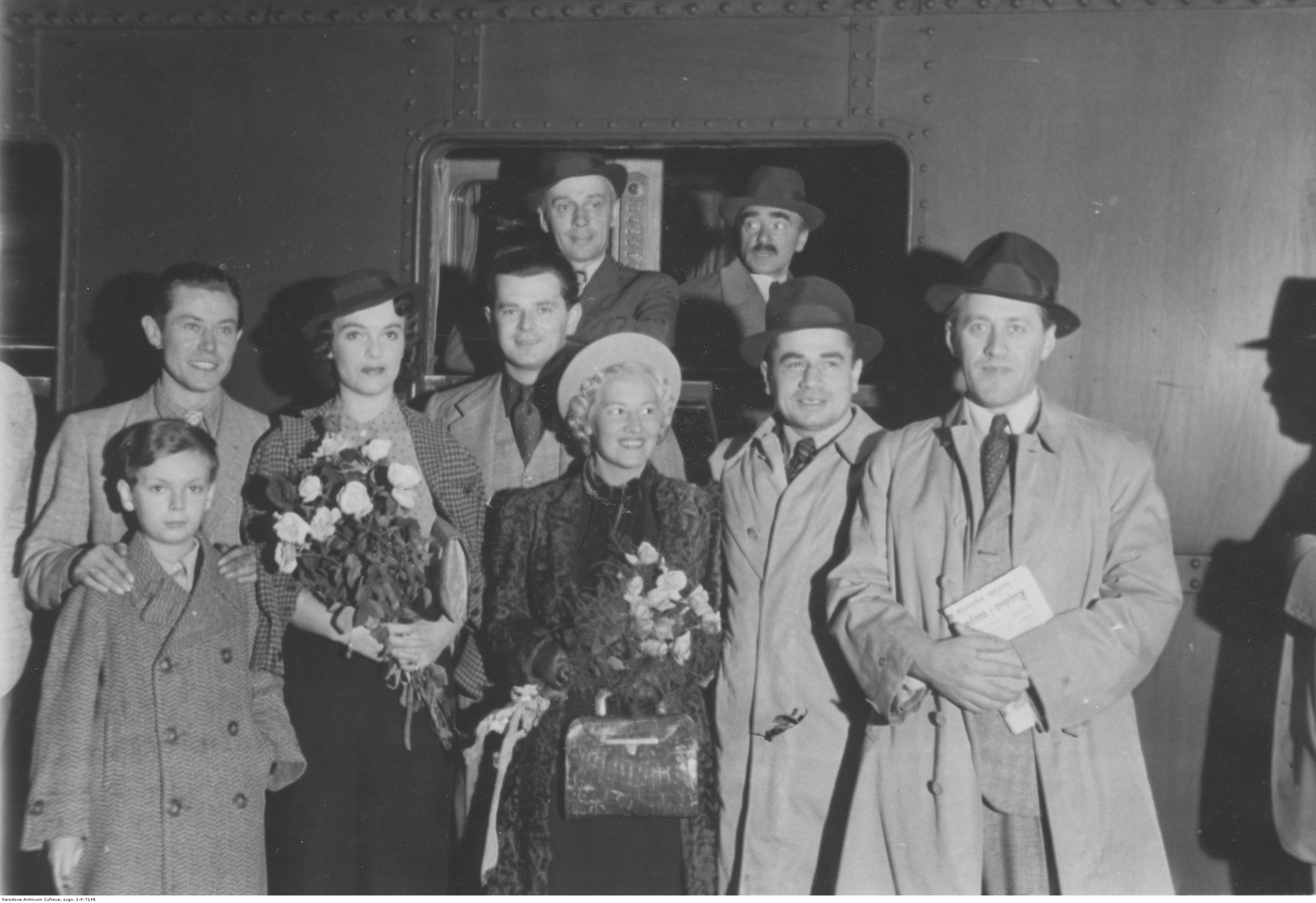
Chór "Dana" przed wyjazdem na tournee po USA; 15 września 1938

Władysław Daniłowski, także Władysław Dan-Daniłowski, ps. Dan, w USA znany jako Walter Dana (ur. 26 kwietnia 1902 w Warszawie, zm. 4 marca 2000 w Miami Beach w USA) – polski pianista, kompozytor i wokalista.

## Życiorys
Był synem pisarza Gustawa Daniłowskiego. Brał udział w wojnie polsko-bolszewickiej i w III powstaniu śląskim. Studiował w Konserwatorium Muzycznym w Warszawie na kierunkach: fortepianu (w klasie Henryka Melcera-Szczawińskiego) oraz teorii muzyki (w klasie Piotra Rytla). Rozpoczął również studia na Wydziale Prawniczym Uniwersytetu Warszawskiego, ukończył je w 1926. Odbył praktykę konsularną w polskiej ambasadzie w Paryżu (Francja), gdzie poznał muzykę jazzową i zafascynował się występującym tam kwintetem amerykańskim The Revelers. Do kraju powrócił w 1928.
Jako kompozytor zadebiutował, pisząc kilka utworów dla Qui Pro Quo (śpiewała je Hanka Ordonówna). Jednocześnie pracował jako urzędnik w Ministerstwie Spraw Zagranicznych. Był założycielem wzorowanego na The Revelers Chóru Dana (1928), który prowadził do 1939. Pracował też w Polskim Radiu, gdzie kierował Działem Muzyki Lekkiej. Pisał piosenki dla wielu wykonawców, m.in. dla: Adama Astona, Chóru Dana, Mieczysława Fogga, Zofii Terné, Miry Zimińskiej-Sygietyńskiej. Zajmował się komponowaniem muzyki dla potrzeb filmu.
Po wybuchu II wojny światowej zamieszkał we Włoszech, a następnie w 1940 wyemigrował do Stanów Zjednoczonych. Tam reaktywował Chór Dana pod nową nazwą Dana Ensemble, sam przybrał pseudonim Walter Dana. Był prezenterem polonijnych rozgłośni radiowych. Związał się z wytwórniami płytowymi Harmonia oraz RCA Victor, a następnie w Nowym Jorku stworzył własną wytwórnię Dana Record, a także wydawnictwo nutowe. W USA napisał wiele piosenek, w tym słynną polkę Who Stole the Kishka? znaną przede wszystkim z wykonania Frankiego Yankovica. Inny jego przebój Longing for You został nagrany między innymi przez Vica Damone’a, Sammy’ego Kaye’a i Teresę Brewer.
W 1958 zamieszkał w Miami Beach na Florydzie. Po przejściu na emeryturę zajął się kompozycją klasyczną. Napisał Florida Sketches, suitę symfoniczną, której premiera odbyła się w 1970 roku w Miami Beach Symphony. Jest członkiem Polka Hall of Fame.
Władysław Daniłowski przeżył trzy zawały i na krótko przed śmiercią wylew, w wyniku którego stracił wzrok. Mimo złego stanu zdrowia przeżył swoją żonę Bronisławę i syna Gustawa. W 1996 roku wydał swoje wspomnienia Oj, dana, dana!... cztery pokolenia. W 1997 roku odbył się jubileusz 95. urodzin zorganizowany przez Kongres Polonii Amerykańskiej. Zmarł w 2000 roku w wieku 97 lat.
Pochowano go w Mauzoleum Southern Memorial Park w Miami na Florydzie.

## Najważniejsze piosenki
- Barbara (sł. Emanuel Szlechter, Szer-Szeń)
- Blade usta (sł. Mieczysław Fogg)
- Błękitne oczy (instr.)
- Bo szczęściu melodii nie trzeba (sł. Marian Hemar)
- Bo szkoda żyć (sł. Julian Tuwim)
- Chodź, kolego, na jednego (1936, sł. Julian Tuwim)
- Co nam zostało z tych lat (1930, sł. Julian Tuwim)
- Czerwony kapturek (sł. Julian Tuwim)
- Dlaczego właśnie ja (Fredzio; 1937, sł. Aleksander Jellin)
- Flisacy (sł. Tadeusz Stach)
- Gdy tańczysz ze mną (sł. Mieczysław Fogg)
- Jeśli zostać, to na zawsze (Jeśli kochać, to na zawsze; sł. Marian Hemar)
- Już się prześnił sen (sł. Konrad Tom)
- Kochana (sł. Mieczysław Fogg)
- Kuplety warszawskie (sł. Aleksander Jellin)
- Miłość stęskniona (sł. Mieczysław Fogg)
- Może kiedyś innym razem (sł. Marian Hemar)
- Murzynek Jim (1937, sł. Aleksander Jellin)
- Nie igraj, Signorito (sł. Julian Tuwim)
- Nie umiem zapomnieć (sł. Tadeusz Stach)
- Oj, dana (sł. Jerzy Jurandot)
- Piłem
- Pokoik na Hożej (sł. Julian Tuwim)
- Przebrzmiała pieśń (sł. Julian Tuwim)
- Sukienka (sł. Mieczysław Fogg)
- Telefony (sł. Julian Tuwim)
- W niedzielę (sł. Julian Tuwim)
- Wesoły marynarz (sł. Julian Tuwim)
- Who Stole the Kishka? (sł. Walter Solek)
- Longing for You (sł. Bernard Jansen)

## Filmografia (wybór)
- Dziesięciu z Pawiaka (1931)
- Sto metrów miłości (1932)
- Ułani, ułani, chłopcy malowani (1932)
- Dwanaście krzeseł (1933)
- Dzieje grzechu (1933)
- Prokurator Alicja Horn (1933)
- Parada rezerwistów (1934)
- Wacuś (1935)
- Dodek na froncie (1936)
- Ja tu rządzę (1939)

## Ordery i odznaczenia
- Krzyż Oficerski Orderu Zasługi RP
- Złoty Krzyż Zasługi (1938)
- Medal ZAiKS-u (1997)[2]